# Cour d'Honneur (Versailles)

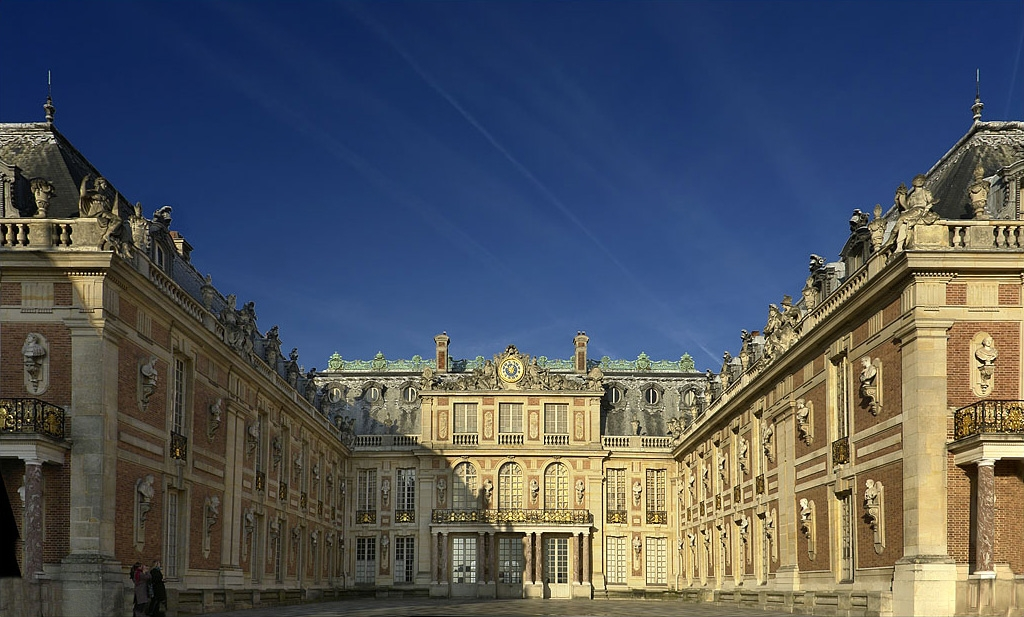
La Cour d'Honneur della Reggia di Versailles

La Cour d'honneur della Reggia di Versailles (in italiano: "Corte d'onore") è lo spazio della Reggia di Versailles, in Francia.
Essa si trova davanti al castello di Versailles, dopo la Place d'Armes e prima della cour royale. A nord e a sud è delimitata dalle Ailes des Ministres, mentre a est è bloccata dalla grille d'honneur (che la separa dalla place d'Armes) ed a ovest dalla grille royale (che la separa dalla cour royale). Quest'ultimo cancello è stato "ricostruito" nel 2009. La Statua equestre di Luigi XIV è stata spostata in quell'occasione al suo posto originario, e cioè dalla cour d'Honneur' alla place d'Armes.

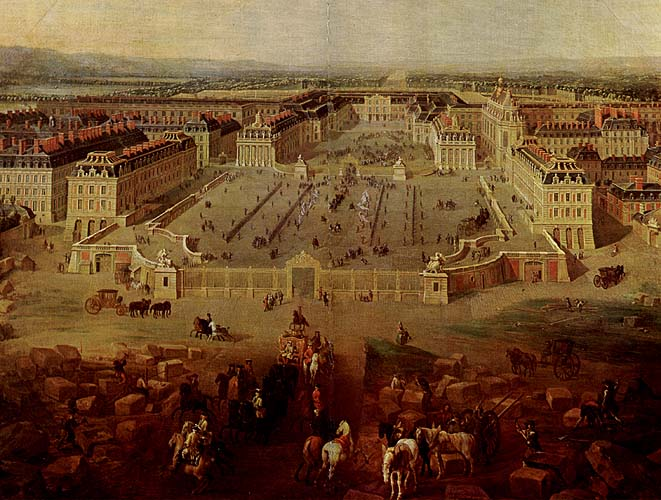
Vista della cour d'honneur di Versailles (in primo piano) verso il 1722
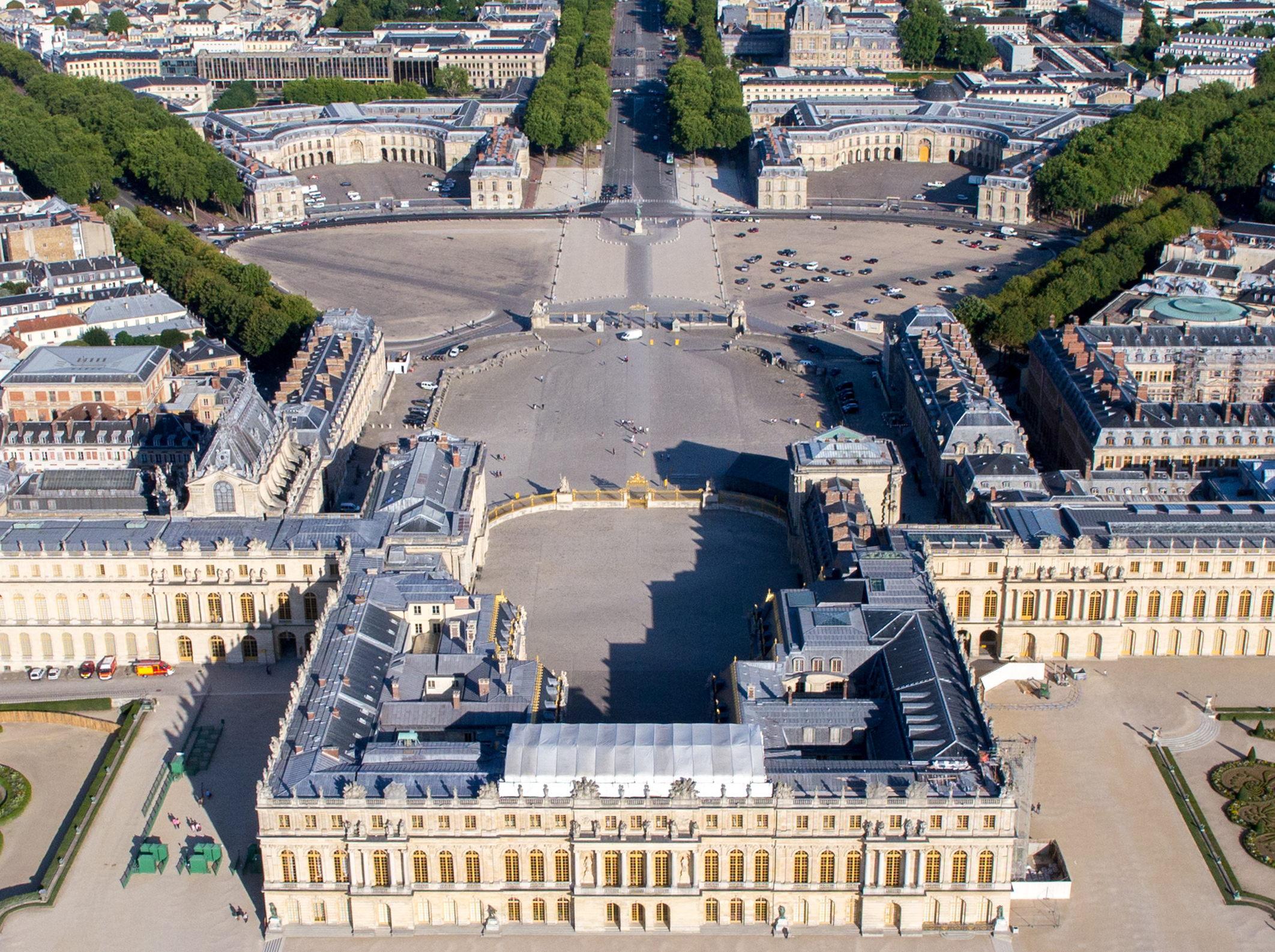
Veduta aerea nel 2013 che mostra in linea (dal basso verso l'alto) la cour Royale, la cour d'Honneur e la place d'Armes